# Brahmaputratimalia
Brahmaputratimalia (Laticilla cinerascens) är en hotad asiatisk fågel som numera placeras i familjen marktimalior, men som länge ansågs vara nära släkt med priniorna.

## Utseende
Brahmaputratimalian är en relativt stor (17 cm) och långstjärtad prinialiknande grå och vit fågel. Adulta fåglar har en vitaktig fläck på tygeln och en smal vit ögonring. Den är lik nära släktingen industimalia men har mycket tunnare näbb och mycket kortare stjärt. Ovansidan är gråaktig snarare än beigefärgad, undre stjärttäckarna grå, ej rostbruna och streckning på hjässa och mantel mycket svagare.

## Utbredning och systematik
Fågeln förekommer i våta gräsmarker nordöstra Indien (Assam) och norra Bangladesh. Den behandlas som monotypisk, det vill säga att den inte delas in i några underarter. Vissa kategoriserar den som en underart till industimalia.

### Familje- och släktestillhörighet
Fram tills nyligen betraktades brahmaputratimalia helt okontroversiellt vara en prinia i familjen cistikolor, då med svenska trivialnamnet träskprinia. Vissa auktoriteter gör det fortfarande. Genetiska studier visar dock förvånande nog att dess nära släkting taxonet burnesii, tidigare kallad gräsprinia, istället tillhör familjen Pellorneidae. På grund av att de båda anses så närbesläktade att de ofta behandlas som samma art har även cinerascens förts till marktimaliorna, båda i det egna släktet Laticilla.

## Status och hot
Brahmaputratimalian har en liten världspopulation bestående av högst 2500 vuxna individer. Den tros även minska kraftigt i antal till följd av habitatförlust. Internationella naturvårdsunionen IUCN kategoriserar den därför som starkt hotad.